# سيدة فاطمة
سيّدةُ فاطمة (بالبرتغالية: Nossa Senhora de Fátima)؛ هو لقب كاثوليكي لمريم، والدة يسوع على أساس الظهورات المريمية التي أبلغ عنها في عام 1917 من قبل ثلاثة رعاة أطفال في كوفا دا إيريا، في مدينة فاطمة البرتغالية. الأطفال الثلاثة هم لوسيا دوس سانتوس وأبناء عمومتها فرانسيسكو وجاسينتا مارتو. أعلن الأسقف خوسيه ألفيس كوريا دا سيلفا أن الأحداث جديرة بالإيمان في 13 أكتوبر 1930.